# Korbava (folyó)
A Korbava (horvátul: Krbava) egy búvófolyó Horvátországban, Lika területén.

## Leírása
A Korbava a róla elnevezett mező délkeleti részén Visuć közelében ered, majd északnyugati irányban folyik és a mező középső részének szélén bukik a föld alá. Nyaranta gyakran kiszárad. Hosszúsága 20 km, vízgyűjtő területe 533 km².